# Улица Михаила Джавахишвили
Улица Михаила Джавахишвили (груз. მიხეილ ჯავახიშვილის ქუჩა) — улица в Тбилиси, проходит от площади Революции роз до моста Галактиона Табидзе.

## История
В 1999 году названа в честь грузинского советского писателя Михаила Саввича Джавахишвили (1880—1937).
Первоначальное название — Верийский спуск , улица была пробита при строительстве Верийского (ныне — Галактиона Табидзе) моста через Куру (архитектор А. Уманский) в 1883 году, вела от главной городской улицы — Головинского проспекта к переправе через Куру.
В 1884 году на Верийский спуск был переведён базар, работавший до этого времени на площади графа Эриванского (ныне — площадь Свободы). Возможно, краткий период своей жизни здесь торговал молоком Нико Пиросмани.
13 сентября 1919 года на этой улице Аркадий Элбакидзе бомбой тяжело ранил (ранение привело к ампутации ноги) деникинского генерала Н. Баратова, приехавшего в Тбилиси на переговоры с меньшевистским правительством Грузии о поддержке Белого движения. Сам бросивший бомбу при этом погиб.
На Верийском спуске поздним вечером 13 июня 1922 года был сбит встречной грузовой машиной ехавший на велосипеде российский революционер и соратник Сталина Камо-Петросян, спустя несколько часов он умер в Михайловской больнице на проспекте Плеханова (д. 58).
В советское время (с 1923 года) улица носила название — спуск Элбакидзе.
В 1937 году построен Дом книги (архитектор Г. Микаэлян).

## Достопримечательности
д. 21 — Дом-музей Михаила Джавахишвили
Скульптурная композиция «Самая» (скульпторы: Т. Чкониа, Г. Картвелишвили, Нели Алексидзе. Архитектор З. Таварткиладзе)

## Известные жители
д. 21 — Габричидзе, Гурам Константинович